# 準備好了嗎
《準備好了嗎》（英語："...Ready for It?"）是美国创作歌手泰勒絲的一首歌曲，並收錄在她的第六张录音室专辑《舉世盛名》中，这是这张专辑的第二支单曲，由大機器唱片发行于2017年9月3日。歌曲获得了乐评人的好评，乐评人认为这是泰勒絲前一支单曲《看是你逼我的》的升华。在商业成绩方面《準備好了嗎》在美国及澳大利亚进入了排行榜前5位，在匈牙利、新西兰、苏格兰及英国进入了前10位，在加拿大、法國和爱尔兰也进入了前20位。12月6日，歌曲的BloodPop混音版本發佈。

## 背景
2017年9月2日，在ABC的佛罗里达州对阵阿拉巴马州比赛的周六晚上足球比赛期间，泰勒絲首次发布了单曲的一部分，并且此后被用于ABC的每个周六晚足球比赛的介绍。 同一天，她宣布将收录她即将发行的专辑《名誉》，并确认将其作为促销单曲发行。 它于2017年9月3日作为专辑预订的一部分提供数位下载。它于2017年10月24日影响节奏现代电台。

## 创作
《准备好了吗？》是一部以流行为导向的电子风格的电子和工业流行歌曲，包含热带音乐，dubstep和陷阱音乐等元素。这首歌具有深度合成器，低音降，鼓机和饶舌。这首歌的气氛吸引了比较来自肯伊·威斯特和蕾哈娜。这首歌以E小调的键演奏，每分钟节奏160次，泰勒絲在這首歌的歌声中从G3到E5。
这首歌抒情地围绕着斯威夫特关于一个人的幻想，她描述这个人是一个“杀手”，有着多重关系并且“比她的年轻”，但“就像这样的男人”。这些幻想包括“抓住他索要赎金”，将银行一起抢劫，搬到秘密的离岸地点并被关进监狱。泰勒絲使用好莱坞浪漫，岛屿和卧底的图像，以便“没有人知道”。她还通过比较自己与伊丽莎白泰勒和她的情人理查德伯顿来描述她自己的浪漫历史。这首歌的主题传闻是湯姆·希德斯頓，喬·歐文或 哈利·斯泰爾斯。泰勒絲自己已经删除了几个提示，似乎认为喬·歐文是这首歌的主题，包括她“喜欢”Tumblr用户的粉丝理论，该理论说这首歌是关于演员的，歌曲“他比我的年轻更年轻” ，她的音乐录像中的开场镜头显示她在一面墙上，两个日期已被喷涂：「89」和「91」，泰勒絲和企喬·歐文的出生年份。而招牌上的「蛇年」則是泰勒絲的出生生肖。

## 专业评价
《准备好了吗？》得到了音乐评论家们的积极评价，称其为泰勒絲之前单曲《看是你逼我的》的改进。 Stereogum的Tom Breihan表示，这些词曲作家“做了一些笨拙和愚蠢的事情，这可能是一个可怕的想法，他们仍然让它听起来像高耸的，巨大的流行乐。”今日美国的帕特里克瑞安表达了对泰勒絲饶舌的一些怀疑，但指出“anthemic chorus”和“dark”之间的对比，激烈的诗句为“她的《舉世盛名》時期的第二眼看上去”.Richard他为Billboard写道：“从来没有更有表现力地演唱，也没有更好地调整方式现代流行音乐制作使用声音作为乐器“并且歌曲的合唱具有”她职业生涯中最漂亮的旋律之一“。
然而，Vulture的克雷格·詹金斯给了它一个冷淡的评论，说这首歌“不会重新发明流行樂或泰勒，但它确实得到了她的名字，以建立与当前趋势保持同步的产品”。 Idolator的迈克·瓦斯（Mike Wass）认为这首歌“不好”，并将其称为“同样令人沮丧”，因为“看你做了什么”。他最后说：“如果你能够通过令人讨厌的歌词和震撼的制作，那么可爱的合唱就会等待。但这对于一个小小的回报来说是很多工作”。

## 商业表现
在美国，这首歌在Billboard Hot 100上首次亮相并跻身第4名，成为泰勒絲的第22首十首歌曲，并且成为她的第14首单曲中首星期在榜单上排名第10位。 它也成为她在数字歌曲排行榜上的第13首歌曲，开场销量为135,000张，在第一周上市时以1900万流进入流媒体歌曲排行榜，并在流行歌曲排行榜上以35分开场，收听广播 1300万。 此后，它在美国售出了590,000份纯正副本。
在澳大利亚，“准备好了吗？” 在ARIA单曲榜上排名第3，成为全美第12位。
在加拿大，它在数字排名第七，同时在数字排行榜上名列前茅，取而代之的是“看你做我做什么”这一声誉。 在英国，它也排名第七，成为两个国家中声誉达到前十名的第二单曲。 在新西兰，它排名第9，苏格兰排名第3。

## 音樂錄影帶
2017年10月23日，泰勒絲發佈了歌曲音樂錄影帶的預告片。10月26日，錄影帶首播。錄影帶由喬瑟夫·坎恩執導，在加州霍桑霍桑广场购物中心拍攝，具有科幻和日本动画風格。影片參考了《銀翼殺手2049》、《攻殼機動隊》、《机械姬》、《電子世界爭霸戰》、《美少女戰士》和《异种》等影視作品。此录影带在首24小时达到了2040万的点击率。在2021年9月，录影带也达到了3亿次点击。

### 概要
该视频具有两个泰勒絲。一个是白色紧身连衣裤的机器人。她被一些穿着西装的男子守卫在牢房的墙壁后面。另一个的泰勒絲穿着一件黑色大斗篷。视频开始时，穿着黑色大斗篷的泰勒絲走过一条小巷，穿过几个警卫，输入一个代码进入机器人泰勒絲的房间。随着机器人泰勒絲转变为几次迭代，披着斗篷的泰勒絲走到牢房的墙壁和手表上 - 她穿着未来派的盔甲，骑着白马，操纵各种闪电，并从她的指尖射出闪电。最终，机器人泰勒絲能够突破玻璃空間，玻璃碎片将遮盖的泰勒絲切割成面部，露出她也是一个半机械人。机器人守卫试图包含它们两者都无济于事，之後機器人泰勒絲爬上了自動手扶梯，视频结束时，机器人泰勒絲流下了眼淚。

### 解析
在音樂錄影帶中，裡面皆有《舉世盛名》所有歌曲的歌詞及專輯相關人物。关于音乐錄影帶的含义已经出现了许多理论。虽然视频是开放的解释，但很多人认为，黑色斗篷中的泰勒絲是“媒体”创造的泰勒絲，而白色的机器人泰勒絲则是“真正的”泰勒絲，或者她诚实的自我。如果这个理论是正确的，视频表明，“媒体”泰勒长期以来一直在监视“真正的”泰勒，因为她要么害怕显示她的真实自我，要么被迫伪装成她不是的人为了公众和她的名聲。 “媒体”泰勒絲然后看到了“真正的”泰勒絲的能力，并对它感到惊讶，并决定是时候让她走了。 “媒体”泰勒絲已经接受了公众对她的评价，并让“真正的”泰勒絲掌控。值得注意的是，“真实的”泰勒絲并没有使用超人的力量来打破将她与“媒体”分开的玻璃，而是她使用了自己的声音。这可能意味着虽然她有权力和影响力来改变别人对她的看法，但她只是为了真理而使用她的声音而不是防守并说其他人总是错的。 “媒体”泰勒絲没有阻止她。作为“媒体”，泰勒絲的脸因“真实”泰勒絲的声音慢慢瓦解并开始肢解，她最终在楼梯中间被其他“邪恶”无脸的机器人守卫追赶。这可能象征着媒体和公众都试图攻击她，而没有完全意识到他们正在攻击他们自己创造的泰勒絲版本（这也可能是“看你做了什么”的“老泰勒絲”我做“暗示现在已经死”，这证明他们都是虚伪的。当他们忙着攻击“媒体”泰勒絲时，“真正的”泰勒继续和平地向前走，并且不受监禁和机器人的影响。她现在可以诚实和快乐，而不是像她自己的伪造版本一样生活。在音乐视频结束时，“真正的”泰勒絲流下了眼泪。这证明泰勒絲虽然被描绘成一个机器人或超人类，但却是一个真正的人类并且也有感情。有了这个，泰勒絲可能会表现出她希望世界知道她不仅仅是一个被编程为幸福的机器人，只是为了跟上媒体和公众强迫她保持的形象。

## 其他版本
这首以美国唱片製作人BloodPop为主题的混音于2017年12月10日发行。混音获得了评论家的积极评价。 之后，12月14日，混音的歌词视频被上传到YouTube上的Vevo频道，其中包括原始音乐视频的片段，大约在一个半月之前发布。 截至2018年11月，混音的歌词视频在YouTube上获得了超过850万的观看次数。

## 现场表演
在2017年11月11日，泰勒絲首次表演“准备好了吗？”星期六夜现场的第43季中，还有纯吉他版的“随你怎么说”。泰勒絲还在加利福尼亚州英格尔伍德举行的KIIS-FM 叮当球2017表演“......准备好了吗？”两天後，泰勒絲回到舞台上再次演唱这首歌，作为加利福尼亚州圣何塞的99.7 Now！的Poptopia的一部分，同样的名单。 接下来的一周，泰勒絲又在其他三个场合演唱了这首歌，比如芝加哥的B96芝加哥和百事可乐铃儿乐队，纽约的2017年Z100 Jingle Ball和伦敦的Jingle Bell Ball。
这首歌是2018年的舉世盛名體育場巡迴演唱會演唱的開場歌曲和2023年的時代巡迴演唱會的《舉世盛名》篇章中演唱的第一首歌曲。
2018年5月27日，泰勒絲以歌曲的形式在威尔士斯旺西的辛格尔顿公园举办了英国广播公司第一电台最大周末活动。

## 榜单表现
| 榜单 (2017–18)                       | 最高 排位 |
| ------------------------------------ | --------- |
| 澳大利亚（澳大利亚唱片业协会單曲榜） | 3         |
| 奥地利（Ö3四十强单曲榜）             | 26        |
| 加拿大（Canadian Hot 100）           | 7         |
| 加拿大（《告示牌》Canada AC）        | 44        |
| 加拿大（《告示牌》Canada CHR）       | 5         |
| 加拿大（《告示牌》Canada Hot AC）    | 12        |
| Croatia (HRT)                        | 51        |
| 捷克（電台百強單曲榜）               | 18        |
| 捷克（百強數位單曲榜）               | 26        |
| France (SNEP)                        | 164       |
| 47                                   |           |
| Greece Digital Songs (Billboard)     | 3         |
| 匈牙利（四十強單曲榜）               | 4         |
| 匈牙利（四十強串流榜）               | 22        |
| 愛爾蘭（愛爾蘭唱片音樂協會单曲榜）   | 12        |
| Israel (Media Forest TV Airplay)     | 1         |
| Italy (FIMI)                         | 65        |
| Lebanon (Lebanese Top 20)            | 20        |
| Malaysia (RIM)                       | 6         |
| 荷兰（百强单曲榜）                   | 76        |
| 新西兰（新西兰唱片音乐协会单曲榜）   | 9         |
| 挪威（世道單曲榜）                   | 32        |
| 波蘭（波蘭百大電台榜）               | 46        |
| 葡萄牙（葡萄牙唱片業協會单曲榜）     | 30        |
| 蘇格蘭（官方榜单公司單曲榜）         | 3         |
| 斯洛伐克（百強數位單曲榜）           | 25        |
| Spain (PROMUSICAE)                   | 70        |
| Sweden (Sverigetopplistan)           | 32        |
| 瑞士（瑞士热门音乐榜）               | 41        |
| 英國（官方榜单公司單曲榜）           | 7         |
| 美国（《告示牌》百大單曲榜）         | 4         |
| 美國（《告示牌》成人當代單曲榜）     | 26        |
| 美國（《告示牌》Adult Pop Airplay）  | 10        |
| 美國（《告示牌》Dance Club Songs）   | 34        |
| 美國（《告示牌》Pop Airplay）        | 12        |
| 美國（《告示牌》Rhythmic Songs）     | 37        |

## 认证
| 地區                                   | 认证    | 认证单位/销量 |
| -------------------------------------- | ------- | ------------- |
| 澳大利亚（澳大利亚唱片业协会）         | 2× 白金 | 140,000‡      |
| 比利时（比利時唱片音樂協會）           | 白金    | 30,000‡       |
| 巴西（巴西唱片業協會）                 | 5× 白金 | 80,000‡       |
| 加拿大（加拿大音乐协会）               | 2× 白金 | 160,000‡      |
| 瑞典（瑞典唱片業協會）                 | 金      | 20,000‡       |
| 瑞士（國際唱片業協會瑞士分会）         | 2× 白金 | 60,000‡       |
| 英国（英国唱片业协会）                 | 银      | 200,000‡      |
| 美国（美國唱片業協會）                 | 2× 白金 | 2,000,000‡    |
| ^僅含認證的出貨量 ‡僅含認證的+實際銷量 |         |               |